# Штегельман, Павел Андреевич
Павел Андреевич Штегельман 1-й (1790—1858) — генерал-лейтенант, командир лейб-гвардии Егерского и Московского полков.

## Биография
Происходил из дворян Санкт-Петербургской губернии; родился в 1790 году — сын действительного статского советника Андрея Андреевича Штегельмана (1748—1826). Кроме него в семье были ещё 4 дочери и три сына: Иван (1785—1826); Андрей (1792—?), полковник в отставке; Евграф, генерал-майор и кавалер ордена Св. Георгия 4-й степени.
Службу начал 1811 году в Кексгольмском гренадерском полку. Участвовал в Отечественной войне 1812 года, в Бородинском сражении был контужен в правую щеку; затем совершил походы 1813 года в Пруссию и 1814 года во Францию.
В 1821 году в чине полковника был переведён в лейб-гвардии Семёновский полк и вскоре пожалован в флигель-адъютанты (в «Списке лиц свиты» Г. А. Милорадовича не значится).
В 1828—1829 гг. принимал участие в русско-турецкой войне и в 1829 году за отличие произведён в генерал-майоры.
В 1830 и 1831 годах, оставаясь в Санкт-Петербурге, Штегельман командовал вторыми батальонами 1-й гвардейской пехотной дивизии, не участвовавшими в польской кампании. В том же 1831 году он получил в командование лейб-гвардии Егерский полк, а 3 мая 1833 года был назначен командиром лейб-гвардии Московского полка, где оставался до 1839 года.
6 декабря 1836 года за беспорочную выслугу 25 лет в офицерских чинах был награждён орденом св. Георгия 4-й степени (№ 5352 по кавалерскому списку Григоровича — Степанова).
В период с 4 октября 1837 по 4 августа 1839 года был командиром 1-й бригады 2-й гвардейской пехотной дивизии; 6 декабря 1840 года был произведён в генерал-лейтенанты. Последние годы своей службы Штегельман был начальником 9-й пехотной дивизии и Высочайшим приказом 1 января 1846 года был уволен, согласно прошению, от службы вследствие болезни.
Скончался 16 (28) января 1858 года в Санкт-Петербурге, похоронен на Волковом православном кладбище.
Военная служба Штегельмана была награждена следующими орденами и знаками отличия: Св. Анны 4-й степени и 2-й степени с алмазными знаками, Св. Станислава 1-й степени, Св. Владимира 3-й степени, Св. Анны 1-й степени, знаками отличия беспорочной службы за XV, XX, XXV и XXX лет и золотой табакеркой с вензелем Его Величества.